# 天主教橙縣教區
天主教橙縣教區（拉丁語：Dioecesis Arausicanae in California）是美國一個羅馬天主教教區。範圍包括加州橙縣。屬洛杉磯總教區。
2010年有教友1,280,159人、57個堂區、247名司鐸。現任主教為托德·大衛·布朗。2011年11月17日獲聯邦法院批准收購水晶大教堂。
1976年6月18日升為教區。